# Хейбеліада
Хейбелиада (тур. Heybeliada; або Халкі грец. Χάλκη) — невеликий острів в Туреччині, знаходиться в Мармуровому морі неподалік від Стамбула, другий за величиною з Принцевих островів. Площа 2,5 км², населення 4000 осіб.

## Історія
Турецька назва Хейбеліада означає в перекладі «острів з сумкою», грецьке Халкі — «мідний» (назва походить тому, що на острові було багато покладів міді).

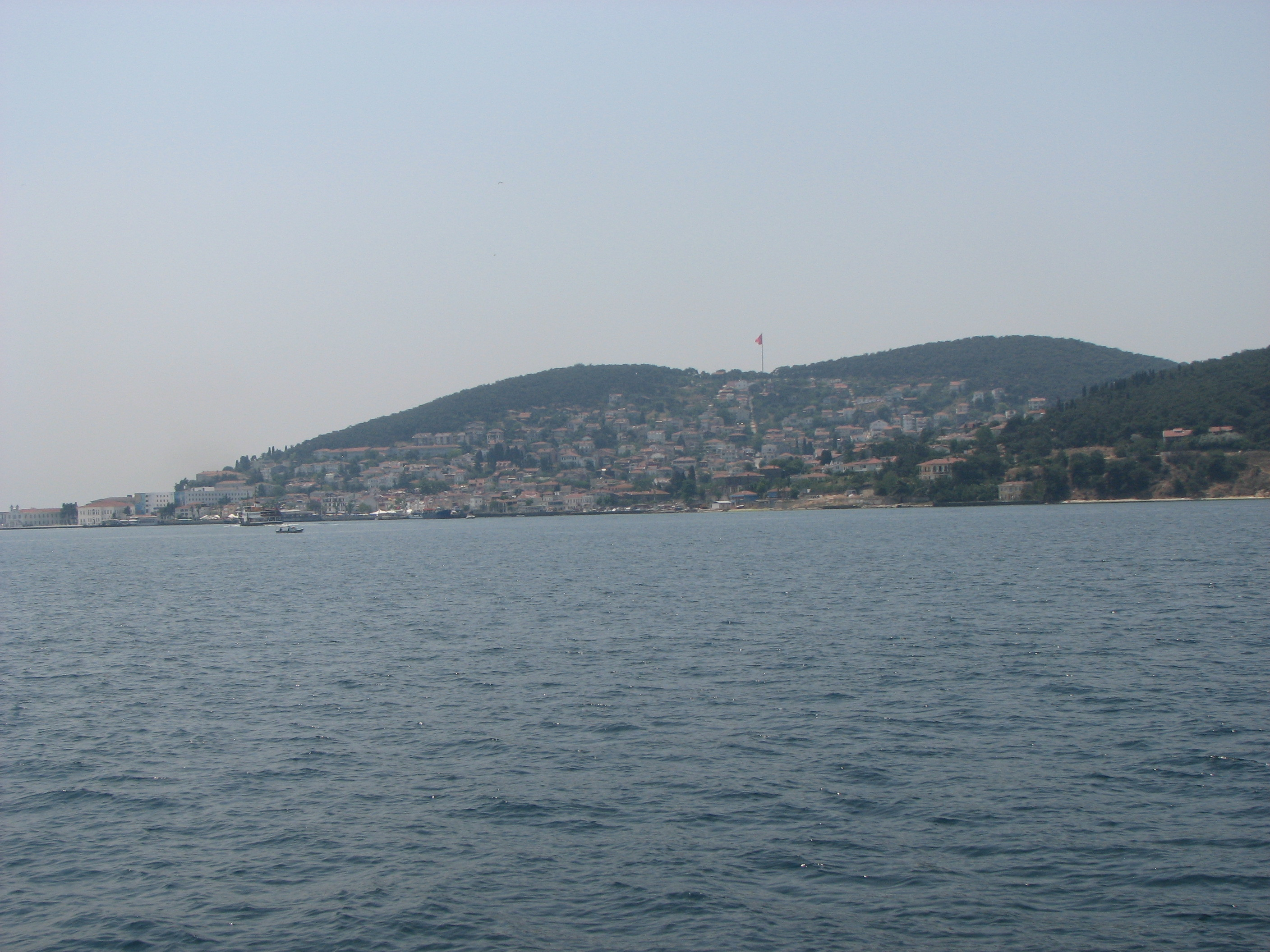
Вигляд острова з боку Мармурового моря

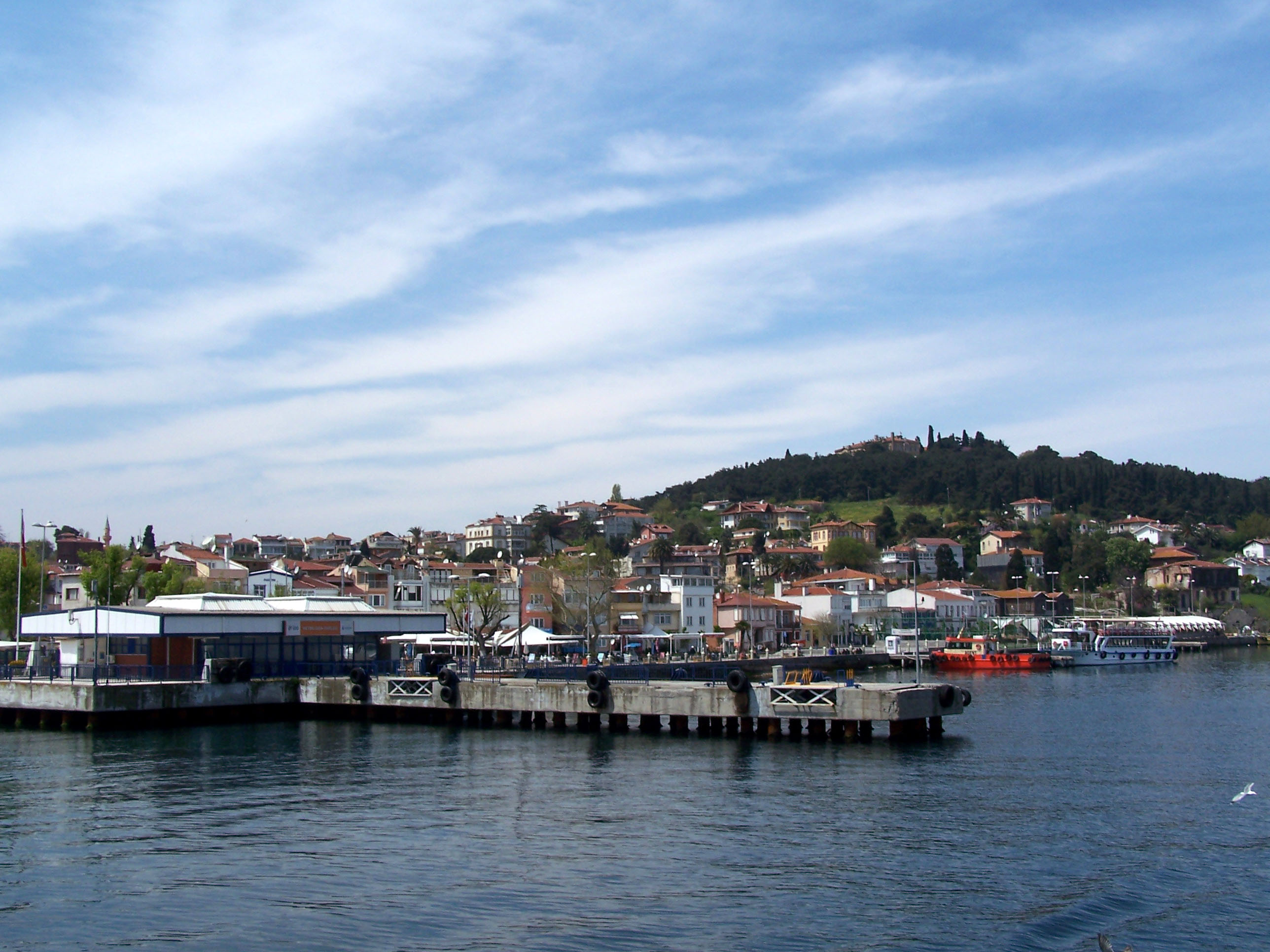
Місто Хейбеліада

Острів був захоплений турками в 1522 році.
У XIX столітті рибачий острів Халкі став популярним дачним місцем серед багатих греків та євреїв — стамбульських торговців і банкірів. За кілька десятиліть його населення збільшилося з 800 до 3500 чоловік, а селище на північній частині острова обросло новомодними будинками. Свого часу тут жив російський філософ Костянтин Леонтьєв.
Головною православною святинею острова є Свято-Троїцький монастир, заснований у IX столітті святим Патріархом Фотієм.
У 1844 році стараннями патріарха Германа IV при монастирі була заснована Халкінська богословська школа, де навчалися ієрархи Константинопольської, Антіохійської, Олександрійської, Елладської православних церков. За весь час її існування школу закінчило близько тисячі студентів. Семінарія була закрита в 1971 році турецькою владою. Переговори про її відкриття ведуться протягом багатьох років. В бібліотеці школи був виявлений рукопис «Сугдейський синаксар».
Поблизу пристані, в провулку Imralı sokak, розташований грецький православний храм святителя Миколая (1857 р.), а на південно-західному узбережжі в Çam Limanı — скит святого Спиридона.
На острові заборонений будь-який автотранспорт, крім пожежних і поліцейських машин.

## В літературі
У 1922 р. О. М. Толстой написав про будні російських емігрантів розповідь «На острові Халкі».

## Відомі жителі
- Іриней (Пандолеондос) (1863-1945) – Митрополит Мелнікський і Кассандрійський

### Інші
- Никодим (патріарх Єрусалимський) — колишній патріарх Єрусалимський (помер на острові в 1910 році).